# 盖恩站
盖恩站（德語：U-Bahnhof Gern）是位於德國慕尼黑西部的一个地铁站，地铁1、7号线途径此站。該地鐵站於1989年就開始規劃，1995年起正式開工，1998年5月24日正式啟用。